# رینیرا تارگرین
رینیرا تارگرین (انگلیسی: Rhaenyra Targaryen) یک شخصیت خیالی است که توسط جورج آر آر مارتین خلق شده است. رینیرا در کتاب پرنسس و ملکه، آتش و خون، شاهزاده سرکش و در اقتباس تلویزیونی اچ‌بی‌او به نام خاندان اژدها ظاهر می‌شود. در سریال تلویزیونی، بازیگر استرالیایی میلی آلکاک نقش جوانی او و بازیگر انگلیسی اما دارسی نقش بزرگسالی او را بازی کردند.
بر اثر یک سری شرایط غیرمنتظره، رینیرا در رخدادی بی‌سابقه توسط پدرش، پادشاه ویسریس اول تارگرین، وارث تخت آهنین نامیده می‌شود. ادعای او توسط برادر ناتنی اش اگان تارگرین دوم به چالش کشیده شد و در نهایت تخت پادشاهی توسط او غصب شد، که این موضوع منجر به جنگ جانشینی برای کنترل تخت آهنین معروف به رقص اژدهایان شد.

## آتش و خون
رینیرا ۹۷ سال پس از فتح اگون به دنیا آمد. او تنها فرزند زنده شاه ویسریس اول تارگرین و همسر اولش ملکه اِما آرین پس از مرگ برادران نوزادش بود. او به عنوان جوانترین اژدها سوار شناخته می‌شد و زمانی که هفت ساله بود اژدهای سیراکس را انتخاب کرد و همزمان رابطه نزدیکی با پدرش برقرار کرد. رینیرا همچنین شیفته عمویش دیمون تارگرین معروف به شاهزاده سرکش بود. رینیرا به دلیل زیبایی ظاهری خود به عنوان «مایه شعف قلمرو» مورد تحسین قرار گرفت. پس از مرگ مادر و برادرش بیلون در هنگام زایمان، ویسریس بدون پسر می‌ماند و رینیرا را به عنوان وارث تخت آهنین و هفت پادشاهی و شاهزاده دراگون استون تعیین می‌کند. او با پسر کورلیز ولاریون و رینیس تارگرین، لینور ولاریون ازدواج کرده است. با این حال، این ازدواج مصلحتی برای تقویت روابط بین دو خاندان است، زیرا لینور همجنس‌گرا است و رینیرا عاشقانه به نگهبان خودش کریستون کول علاقه دارد. او بعداً با شوالیه هاروین استرانگ که از او سه پسر حرامزاده به نام‌های ژاکریس، لوسریس و جافری دارد، رابطه برقرار می‌کند و هر سه آنها را به عنوان پسران قانونی لینور معرفی می‌کند. پس از مرگ لینور، رینیرا با عمویش دیمون ازدواج کرد و صاحب دو پسر دیگر به نام‌های ایگون و ویسریس و یک دختر مرده به نام ویسینیا شد.

## پرنسس و ملکه
پس از مرگ ویسریس اول، ملکه آلیسنت هایتاور در کودتا برای سرنگونی رینیرا و غصب تاج و تخت آهنین شرکت می‌کند و او را برای حکومت ناشایست می‌داند. او استدلال می‌کند که باید به دنبال پسرانش به دلیل جنسیت در صف جانشینی قرار گیرند. این منجر به جنگ جانشینی و جنگ داخلی معروف به رقص اژدهایان می‌شود. رینیرا توسط حامیانش «سیاهان» در دراگون استون به عنوان ملکه تاج گذاری می‌شود، در حالی که اگان دوم به‌طور رسمی به عنوان حاکم هفت پادشاهی در کینگز لندینگ تاج گذاری می‌کند. پس از آن، پسر رینیرا، لوسریس ولاریون با اژدهایش آراکس، و برادر ناتنی اش، ایموند تارگرین با اژدهای بسیار بزرگترش، ویگار، هر دو به سمت استورمز اند پرواز می‌کنند تا از بوروس باراتیون بیعت بگیرند. درگیری بین این دو در آسمان خلیج شیپ بریکر رخ می‌دهد که منجر به مرگ لوسریس و اژدهایش می‌شود. این کار رنیرا را خشمگین می‌کند و دیمون به عنوان انتقام، قاتلانی را استخدام می‌کند تا پسر ارشد و وارث بلافصل اگان یعنی جهیریس را در یک انتقام «چشم در برابر چشم» بکشند. این منجر به بی‌میلی هر دو طرف به صلح و از بین رفتن هر گونه شانس حل و فصل مسالمت‌آمیز خصومت می‌شود.